# Odilia Suárez
Odilia Suárez (12 tháng 11 năm 1923 – 11 tháng 8 năm 2006) là một kiến trúc sư, nhà giáo dục và nhà quy hoạch đô thị người Argentina. Sau khi tốt nghiệp Huy chương Vàng năm 1950 từ Đại học Buenos Aires, bà học tại Taliesin West cùng với Frank Lloyd Wright và học quy hoạch thành phố ở Canada, Vương quốc Anh và Hoa Kỳ. Sau khi trở về Argentina vào năm 1964, bà đã mở xưởng thiết kế của riêng mình tại Đại học Buenos Aires, tìm cách vượt qua hàng ngũ học thuật để đứng đầu chương trình nghiên cứu sau đại học ở khoa kiến trúc, cuối cùng trở thành Giáo sư Emerita của Trường Kiến trúc và Chủ nghĩa đô thị. Vào thời điểm mà ít phụ nữ có thể làm việc trong lĩnh vực này, Suárez là người tiên phong và cam kết cho tính chuyên nghiệp và học bổng toàn khu vực. Là một người lập kế hoạch đô thị, bà từng là chủ tịch của Hội đồng quy hoạch đô thị thành phố cho Buenos Aires và tham khảo ý kiến về các dự án ở Managua, Nicaragua và Puerto Madero. Chuyên môn của bà đã dẫn đến một tư vấn với Liên Hợp Quốc về quy hoạch và thiết kế đô thị trên khắp châu Mỹ Latinh. Trong suốt sự nghiệp của mình, bà đã giành được 19 giải thưởng kiến trúc quốc gia và là một trong những trụ cột thực hiện quy hoạch đô thị cho Buenos Aires.

## Tuổi thơ
Odilia Edith Suárez sinh ngày 12 tháng 11 năm 1923 tại Villa María, tỉnh Córdoba, Argentina, với cha mẹ là Lucía và Marcelino Suárez. Năm 1944, bà vào Đại học Buenos Aires học tại Trường Kiến trúc, nơi bà gặp Eduardo Sarrailh, người sẽ trở thành bạn đời và đối tác nghề nghiệp của bà. Trước khi bà học xong vào năm 1948, Suárez bắt đầu làm việc dưới sự chỉ đạo của Antonio Bonet Castellana và Jorge Ferrari Hardoy [es] trong đội nghiên cứu kế hoạch thành phố cho Buenos Aires. Vào thời điểm đó, bà đã phát triển hai ý tưởng chính mà sau này bà sẽ xuất bản trong tác phẩm của mình, La Autonomía de la Ciudad de Buenos Aires: Reflexiones desde un punto de vista lãnh thổ (Quyền tự trị của thành phố Buenos Aires: Phản ánh từ một điểm lãnh thổ of view, 1995): quy hoạch đô thị không chỉ phải mang tính chiến lược để thỏa mãn nhu cầu, mà còn phải năng động để nhận ra rằng những thay đổi đang và không đổi trong một khu vực đô thị. Bà tốt nghiệp năm 1950 với Huy chương vàng cho lớp học và tiếp tục học, đi du lịch đến Anh trong chương trình nghiên cứu sinh sau đại học do Hội đồng Anh cung cấp. Năm 1952, bà đến Mexico City để viết về Đại hội kiến trúc sư Pan-American lần thứ tám cho Revista de Arquitectura và gặp Frank Lloyd Wright. Bà được mời ở lại tại Arizona tại Taliesin West trong sáu tháng để tiếp tục học tập.

### Sách tiểu sử tham khảo
- Alonso Vidal, Martha; Bevilacqua, Sonia; Brandariz, Graciela (tháng 7 năm 2009). Odilia Suárez: La Trayectoria Ejemplar de una Arquitecta y Urbanista en Latino-América [Odilia Suárez: The Exemplary Trajectory of an Architect and Urbanist in Latin America] (PDF) (Báo cáo) (bằng tiếng Tây Ban Nha và English). Buenos Aires, Argentina: Sociedad Central de Arquitectos. Bản gốc (PDF) lưu trữ ngày 4 tháng 3 năm 2016. Truy cập ngày 29 tháng 9 năm 2017 – qua International Archive of Women in Architecture. Winning submission of the 8th Annual Milka Bliznakov Prize.{{Chú thích báo cáo}}:  Quản lý CS1: ngôn ngữ không rõ (liên kết) Quản lý CS1: postscript (liên kết)
- Baldo, Paula (ngày 27 tháng 1 năm 2014). "El legado de Odilia Suarez" [The legacy of Odilia Suarez] (bằng tiếng Tây Ban Nha). Buenos Aires, Argentina: Clarín. Bản gốc lưu trữ ngày 28 tháng 9 năm 2017. Truy cập ngày 29 tháng 9 năm 2017.
- Corti, Marcelo (tháng 11 năm 2006). "Odilia Suárez: Cuando tuvimos Plan..." [Odilia Suárez: When we had a Plan...]. Café de las ciudades (bằng tiếng Tây Ban Nha). Quyển 5 số 49. Argentina. Bản gốc lưu trữ ngày 20 tháng 4 năm 2016. Truy cập ngày 29 tháng 9 năm 2017. {{Chú thích tạp chí}}: Đã định rõ hơn một tham số trong |archivedate= và |archive-date= (trợ giúp); Đã định rõ hơn một tham số trong |archiveurl= và |archive-url= (trợ giúp)
- Levit, Horacio G. (ngày 21 tháng 10 năm 1998). "Urbanismo es algo para todos" [Urbanism has something for everyone] (bằng tiếng Tây Ban Nha). Buenos Aires, Argentina: La Nación. Bản gốc lưu trữ ngày 29 tháng 9 năm 2017. Truy cập ngày 29 tháng 9 năm 2017. {{Chú thích báo}}: Đã định rõ hơn một tham số trong |archivedate= và |archive-date= (trợ giúp); Đã định rõ hơn một tham số trong |archiveurl= và |archive-url= (trợ giúp)
- Muxi, Zaida (ngày 4 tháng 6 năm 2015). "Odilia Suárez 1923–2006". Un Dia una Arquitecta (bằng tiếng Tây Ban Nha). Barcelona, Spain. Bản gốc lưu trữ ngày 24 tháng 6 năm 2017. Truy cập ngày 29 tháng 9 năm 2017. Blog is an academic project of a group of international professors from Spanish-speaking countries to recover the history of women architects.{{Chú thích web}}:  Quản lý CS1: postscript (liên kết)
- "Brazil, cartões de imigração: Odilia Edith Suárez". FamilySearch (bằng tiếng Bồ Đào Nha). Rio de Janeiro, Brazil: Arquivo Nacional. ngày 8 tháng 2 năm 1957. FHL digital folder #4541710, certificate #1585. Truy cập ngày 28 tháng 9 năm 2017.
- "Falleció una referente del urbanismo" [Death of a referent of urbanism] (bằng tiếng Tây Ban Nha). Buenos Aires, Argentina: La Nación. ngày 16 tháng 8 năm 2006. Bản gốc lưu trữ ngày 28 tháng 9 năm 2017. Truy cập ngày 29 tháng 9 năm 2017. {{Chú thích báo}}: Đã định rõ hơn một tham số trong |archivedate= và |archive-date= (trợ giúp); Đã định rõ hơn một tham số trong |archiveurl= và |archive-url= (trợ giúp)
- "Para los especialistas, los desagües están obsoletos" (bằng tiếng Tây Ban Nha). Buenos Aires, Argentina: Clarín. ngày 14 tháng 12 năm 1998. Bản gốc lưu trữ ngày 29 tháng 9 năm 2017. Truy cập ngày 29 tháng 9 năm 2017.
- "Suárez, Odilia  1923, Villa María, Córdoba / 2006, Villa María, Córdoba". El Programa Moderna Buenos Aires (bằng tiếng Tây Ban Nha). Buenos Aires, Argentina: Consejo Profesional de Artquitectura y Urbanismo. 2015. Bản gốc lưu trữ ngày 14 tháng 9 năm 2016. Truy cập ngày 29 tháng 9 năm 2017.